# Фазъл Мустафа паша
Фазъл Мустафа паша Кьопрюлю (на турски: Köprülü Fazıl Mustafa Paşa) е велик везир на Османската империя.

## Живот
Син е на Кьопрюлю Мехмед паша и по-малък брат на Фазъл Ахмед паша.
От 1641 г. е в Константинопол, където учи в медресе. Свързан е с улемата. Прави военна кариера, след като се включва в Кандийската война, отличавайки се в превземането на крепостта на Ханя. Участник е и в Полско-турската война (1672 – 1676).
С избухването на Голямата турска война е бейлербей на Силистрия. По време на войната преминава последователно от шести везир във велик везир, след като успява да спаси османската армия от пълен разгром в битката при Мохач (1687). За награда става командващ на османския военен гарнизон на Константинопол. На 17 септември 1687 г. оттук организира метеж, в резултат от който е свален от власт султан Мехмед IV. Султанът се вижда принуден на 7 октомври същата година да назначи Фазъл Мустафа паша за каймакам, т.е. заместник на великия везир, но на 8 ноември, под натиска на Фазъл Мустафа в Одрин – Мехмед IV окончателно се отрича от трона. Фазъл Мустафа паша издига новия султан – Сюлейман II, а велик везир става Абаза Сиявуш паша (Кьопрюлю).
В резултат от невероятните успехи на австрийците на Балкана – въстание на Карпош, опожаряване на Скопие и дори застрашаване на родния Велес, на 10 ноември 1689 г. султан Сюлейман II назначава Фазъл Мустафа паша за велик везир. Следват незабавни успехи – османските сили си връщат последователно Пирот (10 август 1690), Ниш (9 септември 1690), Смедерево (27 септември 1690), Белград (с обсада на Белград (1690) на 8 октомври 1690), след което бойните действия се пренасят извън Балкана и османците съумяват да си върнат Петроварадин (20 юли 1691), но случайно попадение на гюле, което убива османският велик везир и военачалник, води до загуба в битката при Сланкамен и фиаско в опита за възвръщане на статуквото в Панония с османска Унгария. Фазъл Мустафа паша е очаквал победа, а на път към османския стан е била армията на кримския хан – за решително настъпление в Унгария, в новия централноевропейски етап от войната.